# Дробінський Віталій Григорович
Віталій Григорович Дробінський (нар. 26 січня 1936) — український діяч, генеральний директор Уманського виробничого об'єднання «Мегомметр» Черкаської області. Народний депутат України 1-го скликання.

## Біографія
Закінчив Українську сільськогосподарську академію, інженер-електрик.
Член КПРС з 1968 по 1991 рік.
Працював на керівних посадах на Уманському заводі «Мегомметр» Черкаської області.
На 1990 рік — генеральний директор Уманського виробничого об'єднання «Мегомметр» Черкаської області.
18.03.1990 року обраний народним депутатом України, 2-й тур, 52,76 % голосів, 13 претендентів. Член Комісії ВР України з питань планування, бюджету, фінансів і цін.
У листопаді 1996 — квітні 2009 року — заступник голови правління по маркетингу та економічним питанням Відкритого акціонерного товариства «Уманський завод „Мегомметр“» Черкаської області.